# Nhà thờ chính tòa Coventry
Nhà thờ chính tòa Coventry (tiếng Anh: Cathedral Church of Saint Michael), còn gọi là Nhà thờ thánh Michael, là trụ sở của Giám mục Coventry và Giáo phận Coventry trong Giáo hội Anh. Nhà thờ nằm ở Coventry, hạt West Midlands, Anh. Giám mục hiện tại là Christopher Cocksworth và trưởng linh mục hiện tại là John Witcombe.
Thành phố có ba nhà thờ. Đầu tiên là tu viện St Mary's, từ năm 1102-1539, chỉ còn lại một số tàn tích. Thứ hai là St Michael's, một nhà thờ Gothic thế kỷ 14 được chỉ định là nhà thờ chính tòa vào năm 1918, vẫn còn là một đống đổ nát sau khi bị ném bom trong Chiến tranh thế giới thứ hai. Thứ ba là Nhà thờ Thánh Michael mới, xây dựng liền kề sau khi bị phá hủy trước đây, thánh hiến năm 1962.
Nhà thờ đổ nát là biểu tượng của sự tàn phá và man rợ thời chiến tranh, nhưng cũng là biểu tượng của hòa bình và hòa giải.

## Tu viện Thánh Mary

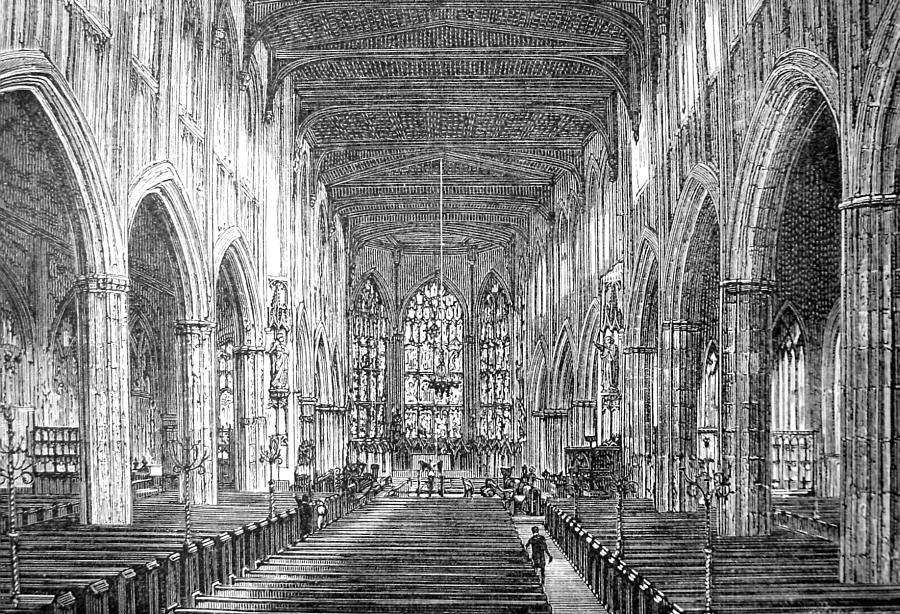
Bên trong

Coventry có một nhà thờ thời trung cổ tồn tại cho đến khi cuộc Cải cách nổ ra. Đây là Tu viện và Nhà thờ St Mary, năm 1095 đến năm 1102, khi Robert de Limesey chuyển tòa giám mục từ Lichfield đến Coventry, cho đến năm 1539, khi nó bị vua Henry VIII ra lệnh giải thể các tu viện. Trước năm 1095, nó từng là một tu viện Benedictine nhỏ (do Leofric, Bá tước Mercia và vợ là Godiva trao tặng vào năm 1043), Ngay sau năm 1095, công việc xây dựng lại bắt đầu và đến giữa thế kỷ 13, đây là một nhà thờ dài 142 thước Anh (130 m) và bao gồm nhiều công trình phụ lớn. Leofric có lẽ đã được chôn cất trong nhà thờ Saxon ban đầu ở Coventry. Tuy nhiên, hồ sơ cho thấy Godiva đã được chôn cất tại Tu viện Evesham, cùng với cha giải tội, Prior Æfic. Đây là nhà thờ thời trung cổ duy nhất bị phá hủy trong cuộc Cải cách.

## Nhà thờ St Michael

### Cấu trúc đầu tiên

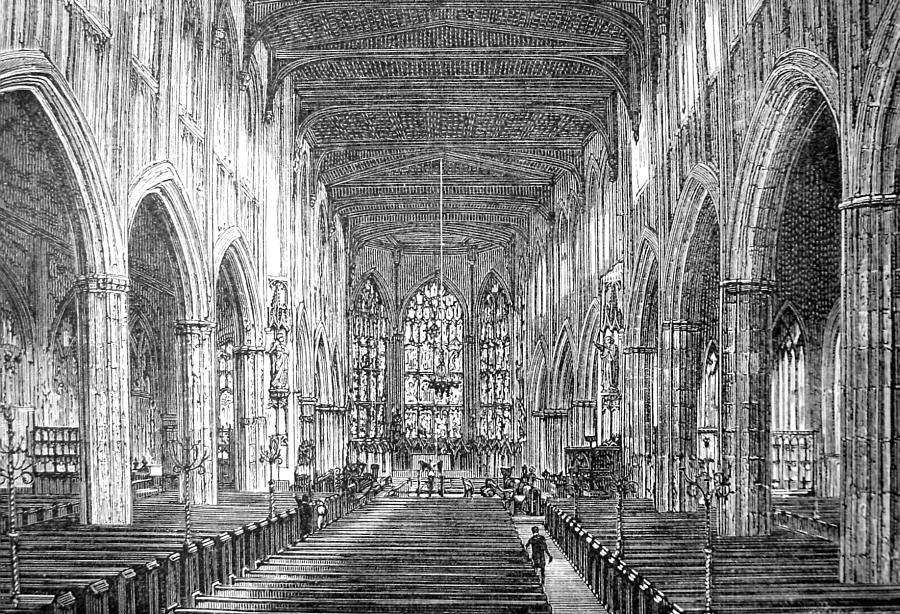
Nội thất của nhà thờ cổ, k. 1880

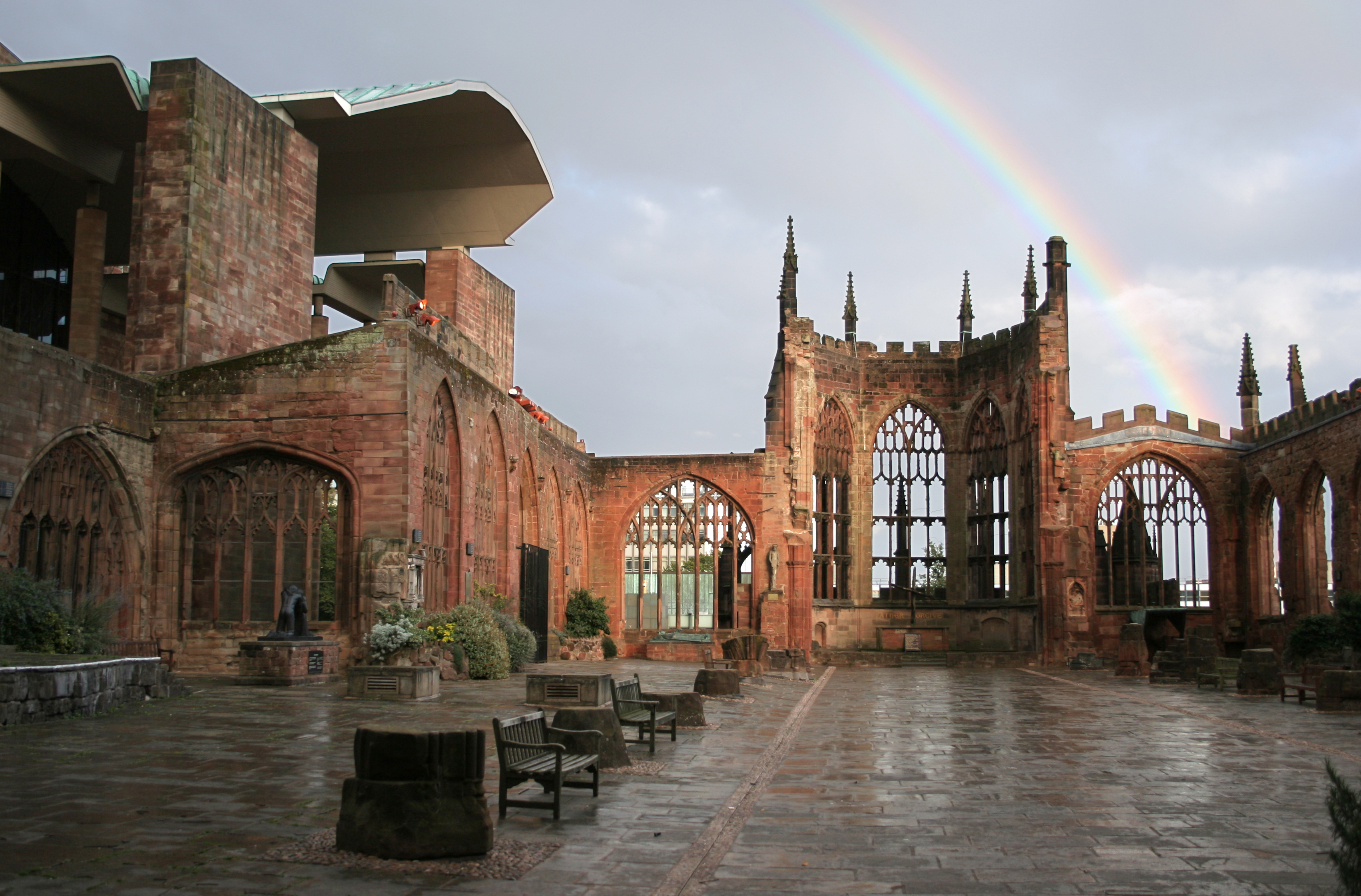
Tàn tích không có mái của nhà thờ cũ.

Nhà thờ St Michael phần lớn được xây dựng từ cuối thế kỷ 14 đến đầu thế kỷ 15 từ sa thạch đỏ. Đây là một trong những nhà thờ lớn nhất ở Anh khi vào năm 1918, nó được nâng lên thành nhà thờ chính tòa khi thành lập Giáo phận Coventry. Nhà thờ St Michael's này hiện đã đổ nát do hứng chịu bom đạn của Luftwaffe nước Đức trong Cventry Blitz ngày 14 tháng 11 năm 1940. Chỉ còn lại tháp, ngọn tháp, bức tường bên ngoài, tượng đồng và lăng mộ của vị giám mục đầu tiên là Huyshe Yeatman-Biggs. Tàn tích của nhà thờ chính tòa này vẫn còn khu đất thiêng và được liệt kê là tòa nhà Hạng I. Sau vụ đánh bom nhà thờ năm 1940, Cha Sở Richard Howard đã khắc dòng chữ "Cha tha thứ" trên bức tường phía sau bàn thờ của tòa nhà đổ nát. Ngọn tháp cao tới 284 foot (tương đương 87 mét) và là công trình kiến trúc cao nhất trong thành phố. Đây cũng là ngọn tháp nhà thờ cao thứ ba ở Anh, chỉ sau Salisbury và Norwich. Khi tính cả chiều cao của cánh gió, nó cao 290 foot (tương đương 88 mét).

### Cấu trúc hiện tại
Nhà thờ St Michael hiện tại được xây dựng bên cạnh phần còn lại của nhà thờ cũ, do Basil Spence và Arup thiết kế, John Laing xây dựng và xếp Hạng I.
Việc lựa chọn Spence cho tác phẩm là kết quả của một cuộc thi tổ chức vào năm 1950 để tìm kiến trúc sư cho Nhà thờ Coventry mới; thiết kế của ông đã được chọn từ hơn hai trăm bản. Spence (sau này nhận tước hiệp sĩ vì công trình này) nhấn mạnh rằng thay vì xây dựng lại nhà thờ cũ, nó nên giữ đống đổ nát như một khu tưởng niệm và nên xây nhà thờ mới bên, hai tòa nhà cùng nhau tạo thành một nhà thờ hoàn hảo. Việc sử dụng đá sa thạch Great Gate cho Nhà thờ Coventry mới mang lại yếu tố thống nhất giữa các tòa nhà.
Viên đá đầu tiên của nhà thờ mới do Elizabeth II đặt ngày 23 tháng 3 năm 1956. Phần đỉnh Spire hoặc flèche độc đáo cao 80 foot (24 m) và do Chỉ huy Không đoàn John Dowling hạ xuống bằng trực thăng vào tháng 4 năm 1962.
Nhà thờ được thánh hiến ngày 25 tháng 5 năm 1962, và bản nhạc War Requiem của Benjamin Britten được sáng tác dành riêng cho dịp này, trình diễn lần đầu tại nhà thờ mới ngày 30 tháng 5 để đánh dấu lễ thánh hiến.

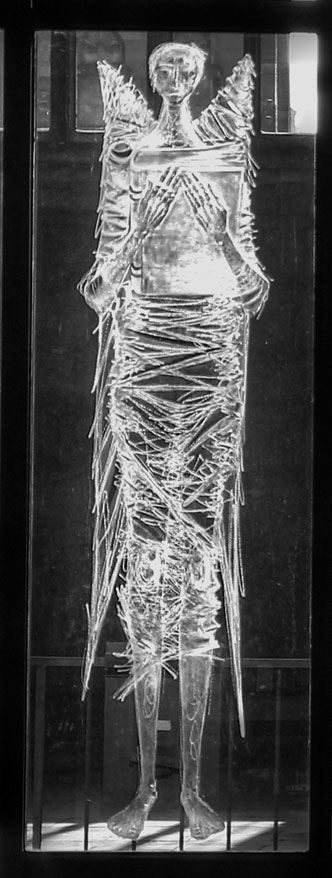
The Angel with the Eternal Gospel, một trong những ô 'Great West Screen' của Hutton, đã bị đập vỡ vào năm 2020

Nhà thờ Coventry mới áp dụng thiết kế hiện đại. Nội thất đáng chú ý với tấm thảm mô tả Chúa Kitô khổng lồ (từng được cho là lớn nhất thế giới) do Graham Sutherland thiết kế, tác phẩm điêu khắc đầy cảm xúc về Mater Dolorosa của John Bridgeman ở đầu phía Đông, và cửa sổ Rửa tội do John Piper thiết kế (Patrick Reyntiens thực hiện), với thiết kế trừu tượng chiếm toàn bộ chiều cao của nơi hành lễ rửa tội hình cung, bao gồm 195 tấm, từ màu trắng đến những màu đậm hơn. Các cửa sổ kính màu ở Nave, của Lawrence Lee, Keith New và Geoffrey Clarke, quay mặt ra ngoài thánh đường. Ý tưởng của Spence đối với các cửa sổ ở giữa này là các cặp đối diện sẽ đại diện cho một mô hình tượng trưng cho sự phát triển từ khi con người sinh ra cho đến khi về già, đạt đến đỉnh cao là vinh quang trên trời, nơi gần bàn thờ nhất—một bên đại diện cho Con người, bên kia là Thần thánh. Một chi tiết đáng giá khác là Great West Window, hay còn gọi là Screen of Saints and Angels, do John Hutton khắc trực tiếp theo phong cách biểu hiện. Một khung cửa sổ của Hutton, mô tả The Angel with the Eternal Gospel, đã bị đập vỡ trong một vụ trộm vào tháng 1 năm 2020. (Mặc dù được gọi là Great West Window, đây là 'phía tây phụng vụ' đối diện với bàn thờ theo truyền thống ở đầu phía đông. Trong nhà thờ này, bàn thờ thực sự ở đầu phía bắc.) Viên đá đầu tiên, mười tấm đá được lắp vào các bức tường của nhà thờ gọi là Tablets of the Word, bình rửa tội do thợ khắc chữ người Đức émigré Ralph Beyerthiết kế và chạm khắc. Bục có giá sách hình chim đại bàng do nhà điêu khắc Elisabeth Frink thực hiện. Bà cũng thiết kế ghế của Giám mục.

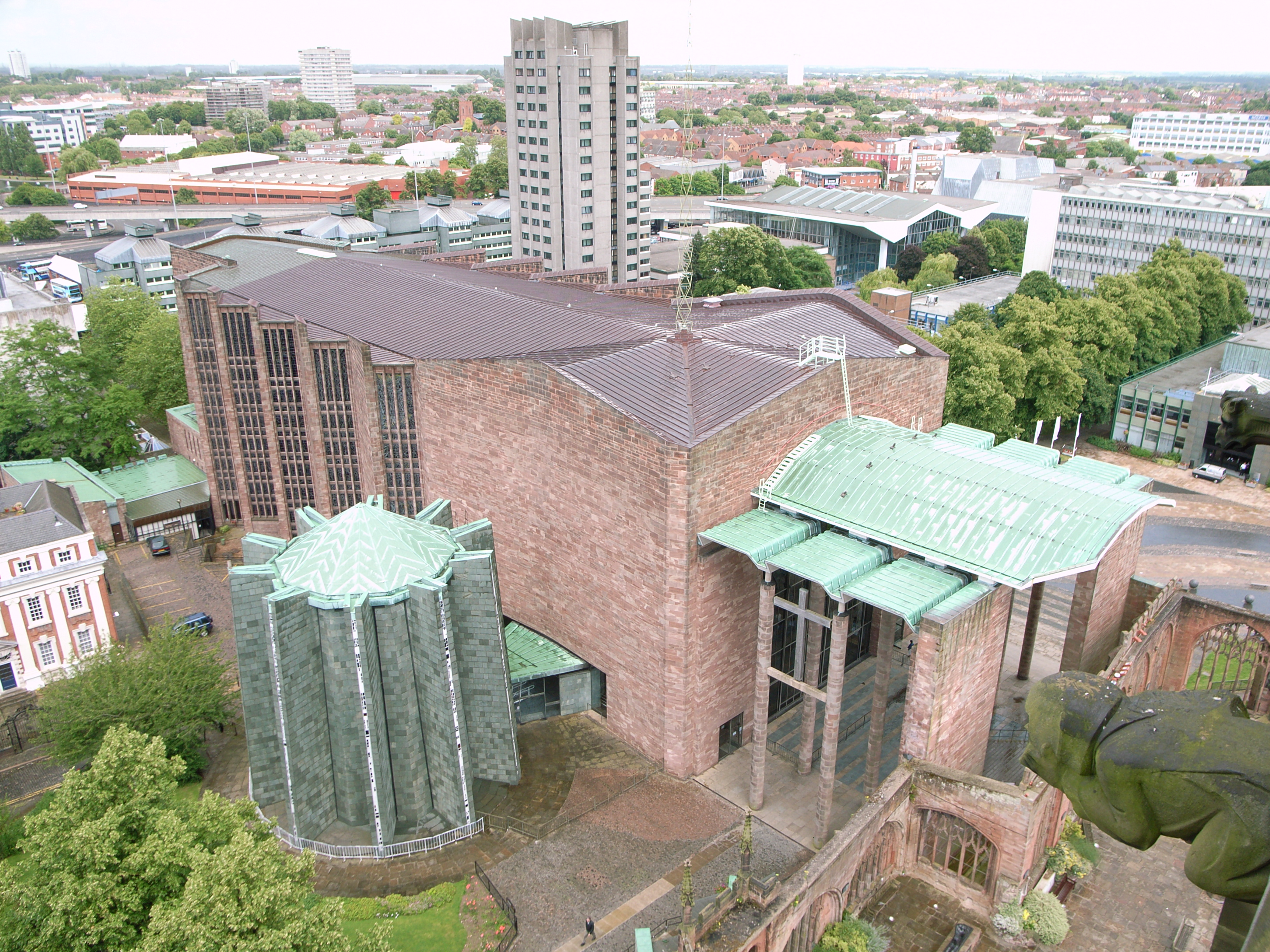
Nhà thờ mới nhìn từ tháp của nhà thờ cũ.
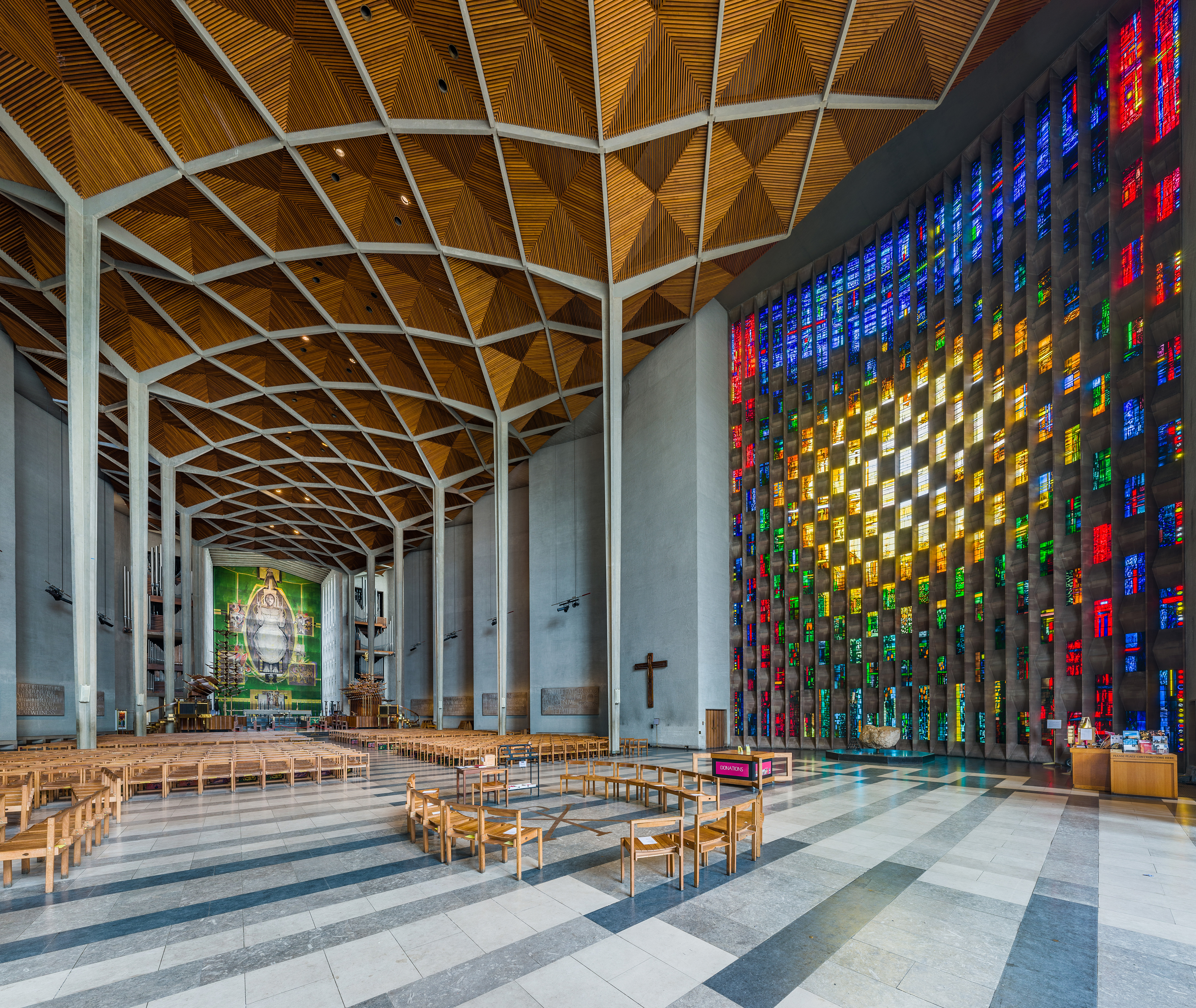
Nội thất của nhà thờ mới.
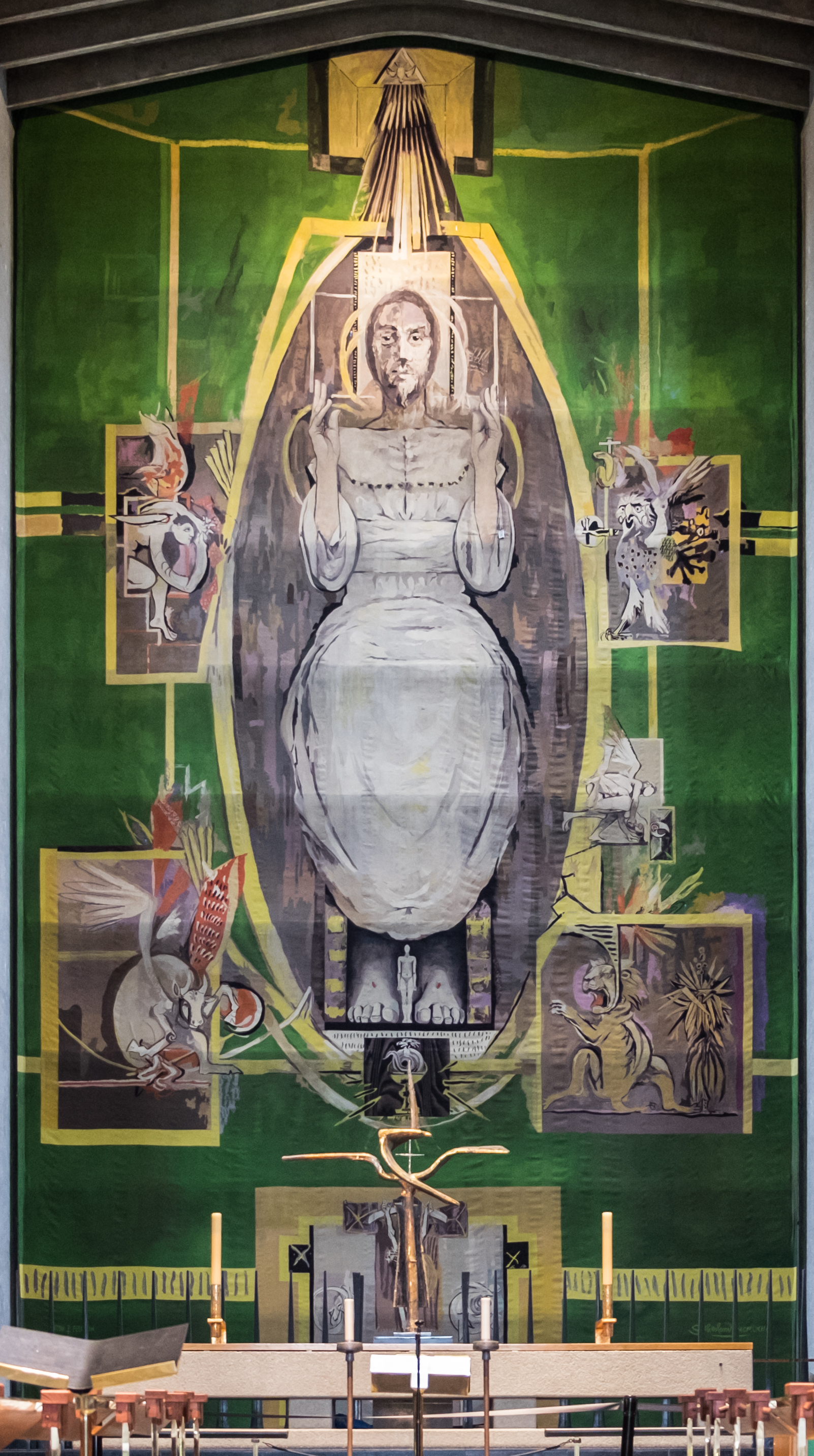
Christ in Glory in the Tetramorph, tấm thảm do Graham Sutherland thiết kế

## Nhấn mạnh về thần học

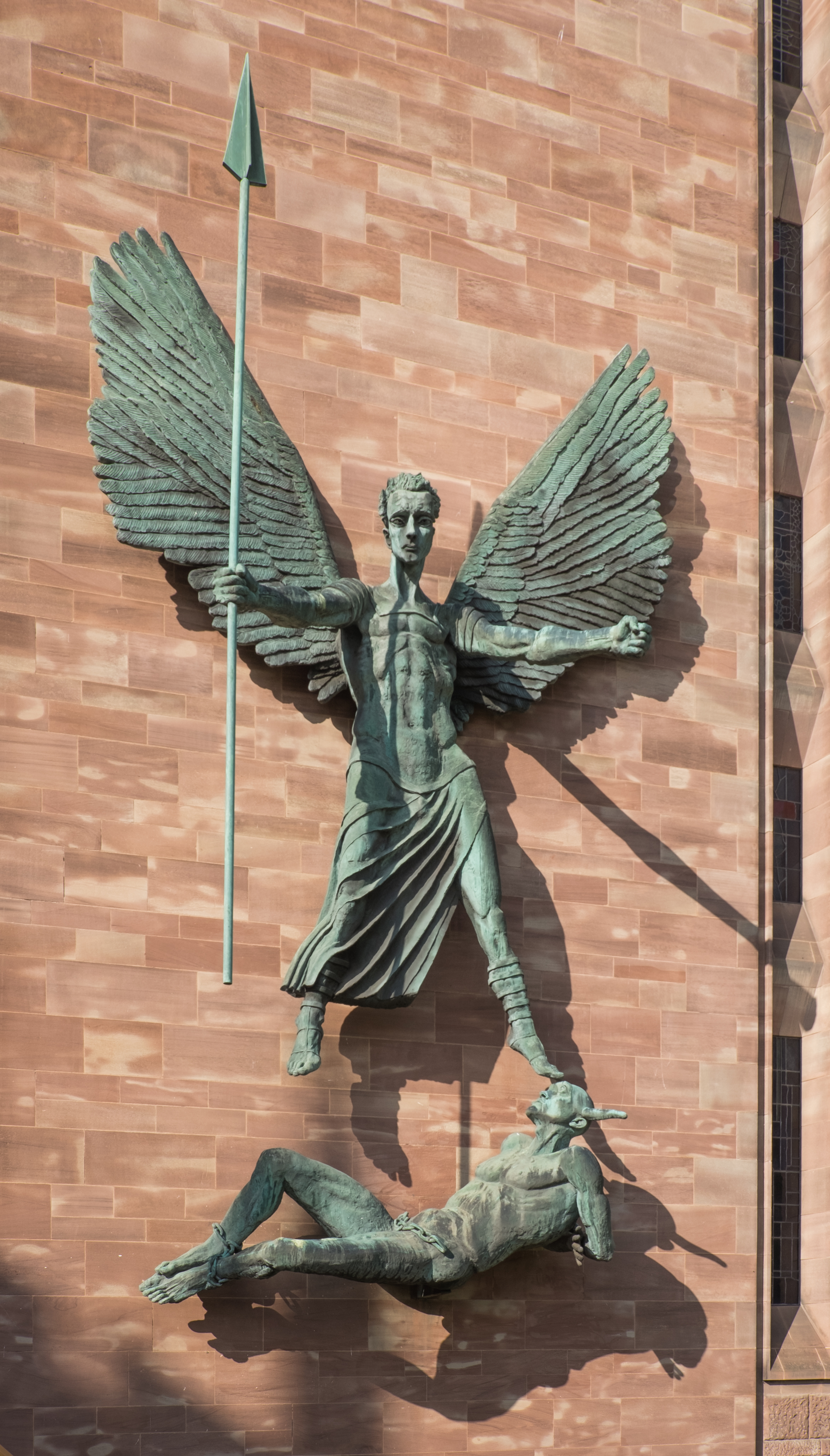
St Michael's Victory over the Devil, một tác phẩm điêu khắc của Jacob Epstein.

Vì nhà thờ được xây dựng trên địa điểm của một tu viện Benedictine nên luôn có ảnh hưởng Benedictine đối với cộng đồng nhà thờ. Một số nhân viên của nhà thờ trở thành dòng thứ ba (giáo dân) Benedictines và thường có những cuộc tĩnh tâm của nhà thờ về Tu viện Burford. Kể từ khi mở cửa nhà thờ mới vào năm 1962, sứ mạng truyền giáo luôn được nhấn mạnh. Điều này đã được cựu Tổng giám mục John Irvine củng cố, ông đã tham gia vào việc tạo ra Khóa học Alpha và trước đây từng phụng vụ tại Holy Trinity Brompton, đồng thời là cha sở của nhà thờ đầu tiên ở Brompton, St Barnabas, Kensington. Nhà thờ chính tòa rất chú trọng đến Kinh thánh và hướng đến mục tiêu trở thành một trung tâm giảng dạy và đào tạo tốt cho giáo phận. Nhà thờ tổ chức các sự kiện truyền giáo thường xuyên như những ngày Tinh thần Đời sống đổi mới, nơi hơn 2.000 cư dân địa phương được khuyến khích khám phá niềm tin của họ vào Chúa thông qua tâm linh Cơ đốc.

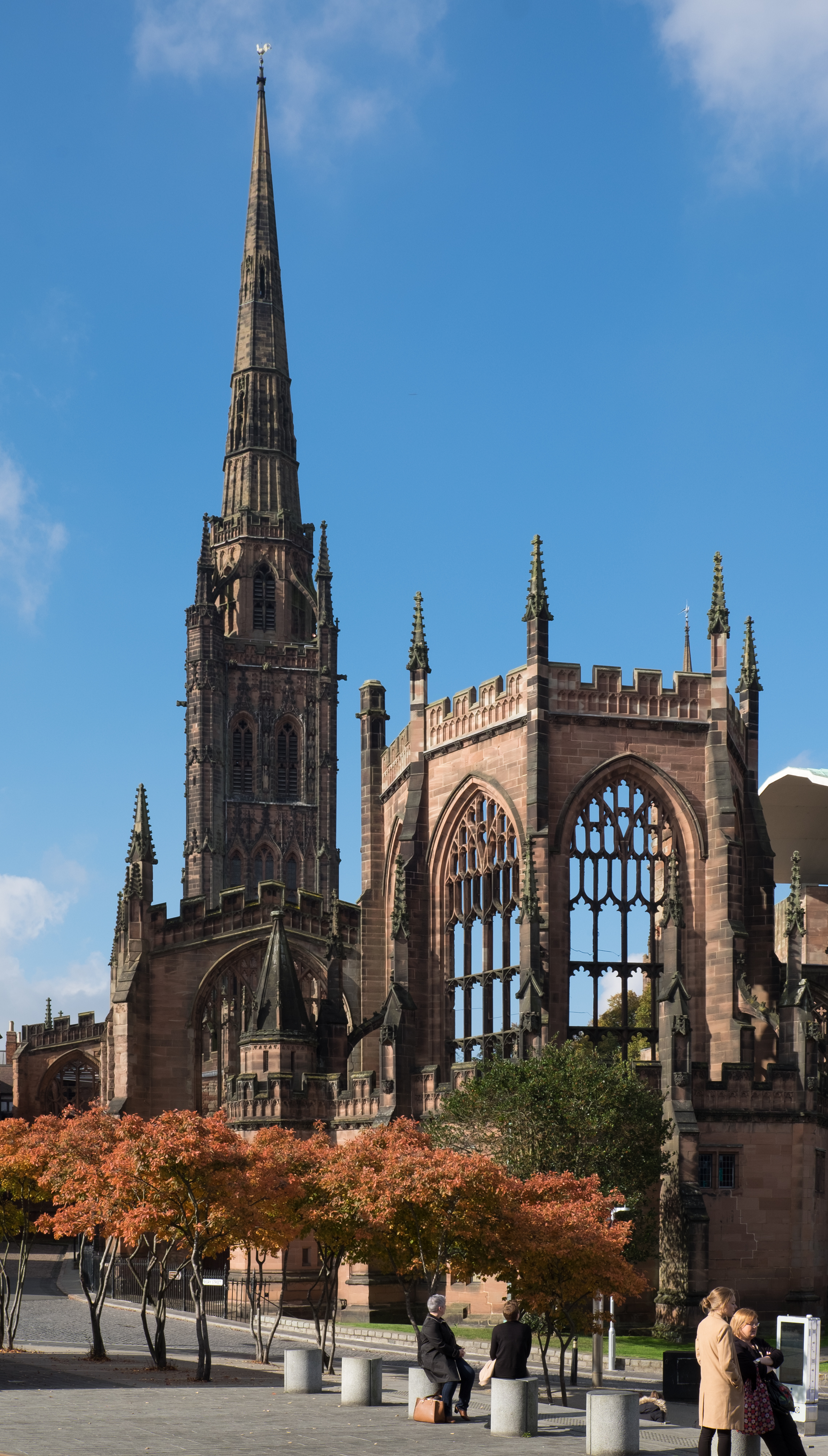
Ngọn tháp của Nhà thờ St Michael ban đầu vẫn còn cho đến ngày nay.

## Biểu tượng của sự hòa giải
Khuôn viên nhà thờ cũ là nơi trưng bày một số biểu tượng của sự hòa giải, nhằm bổ sung cho sứ mệnh của nhà thờ. Tuy nhiên, lúc đầu, nhà thờ và các biểu tượng của nó tượng trưng cho sự tàn phá và man rợ của thời chiến tranh..

### Thánh giá cháy

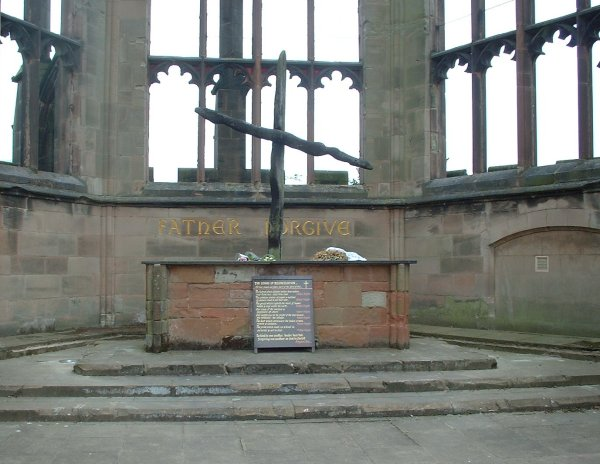
Thập tự giá cháy

Thánh giá cháy (tiếng Anh: The Charred Cross) được tạo ra sau khi nhà thờ bị đánh bom trong Cventry Blitz Chiến tranh thế giới thứ hai. Người thợ đá của nhà thờ là Jock Forbes, nhìn thấy hai thanh xà gỗ nằm theo hình chữ thập và buộc chúng lại với nhau. Một bản sao của Thánh giá cháy được xây dựng vào năm 1964 đã thay thế bản gốc trong đống đổ nát của nhà thờ cũ trên một bàn thờ bằng gạch vụn. Bản gốc hiện lưu giữ trên hành lang nối nhà thờ với Sảnh đường St Michael bên dưới.

### Thánh giá Đinh

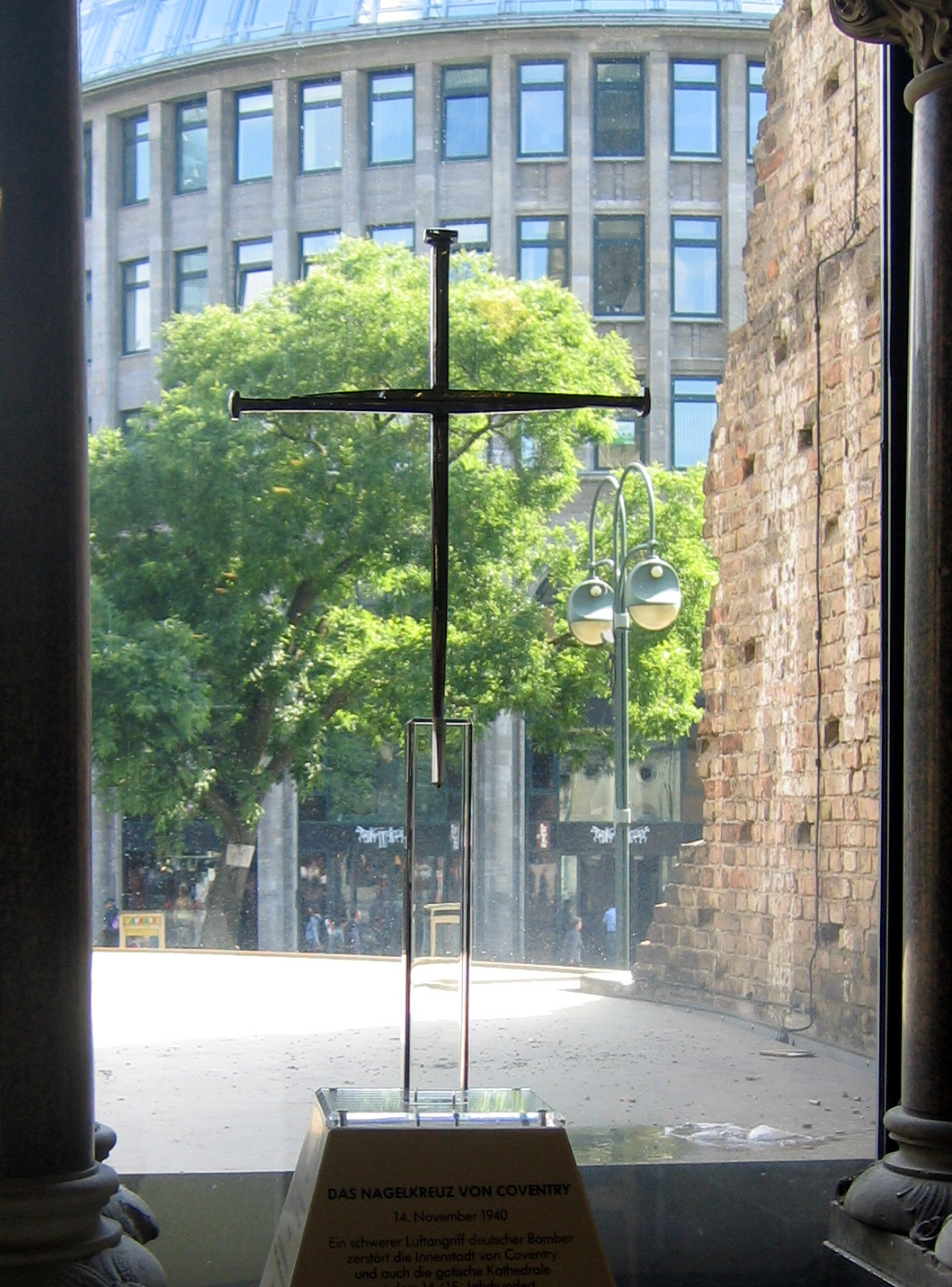
Thánh giá Đinh được tặng cho Nhà thờ Tưởng niệm Kaiser Wilhelm.

Thánh giá Đinh (tiếng Anh: The Cross of Nails), cũng được tạo ra sau Blitz, làm từ ba chiếc đinh từ giàn mái của nhà thờ cũ do Giám đốc Richard Howard của Nhà thờ Coventry làm theo gợi ý của một người bạn trẻ, Đức Cha Arthur Philip Wales. Sau đó, nó được chuyển đến nhà thờ mới, nơi nó nằm ở trung tâm của thánh giá bàn thờ. Nó đã trở thành một biểu tượng của hòa bình và hòa giải trên toàn thế giới. Có hơn 330 Trung tâm Thánh giá Đinh trên toàn thế giới, tất cả đều mang hình thánh giá làm bằng ba chiếc đinh từ đống đổ nát, tương tự như chiếc ban đầu. Khi không còn những chiếc đinh này, một nguồn cung tiếp tục đến từ một nhà tù ở Đức. Chúng được điều phối bởi Trung tâm Hòa giải Quốc tế.

### Stalingrad Madonna
Một bản sao Stalingrad Madonna do Kurt Reuber vẽ vào năm 1942 tại Stalingrad (nay là Volgograd) được trưng bày trong các thánh đường của cả ba thành phố (Berlin, Coventry và Volgograd) như một dấu hiệu về sự hòa giải của ba quốc gia từng là kẻ thù.

### Bức tượngReconciliation

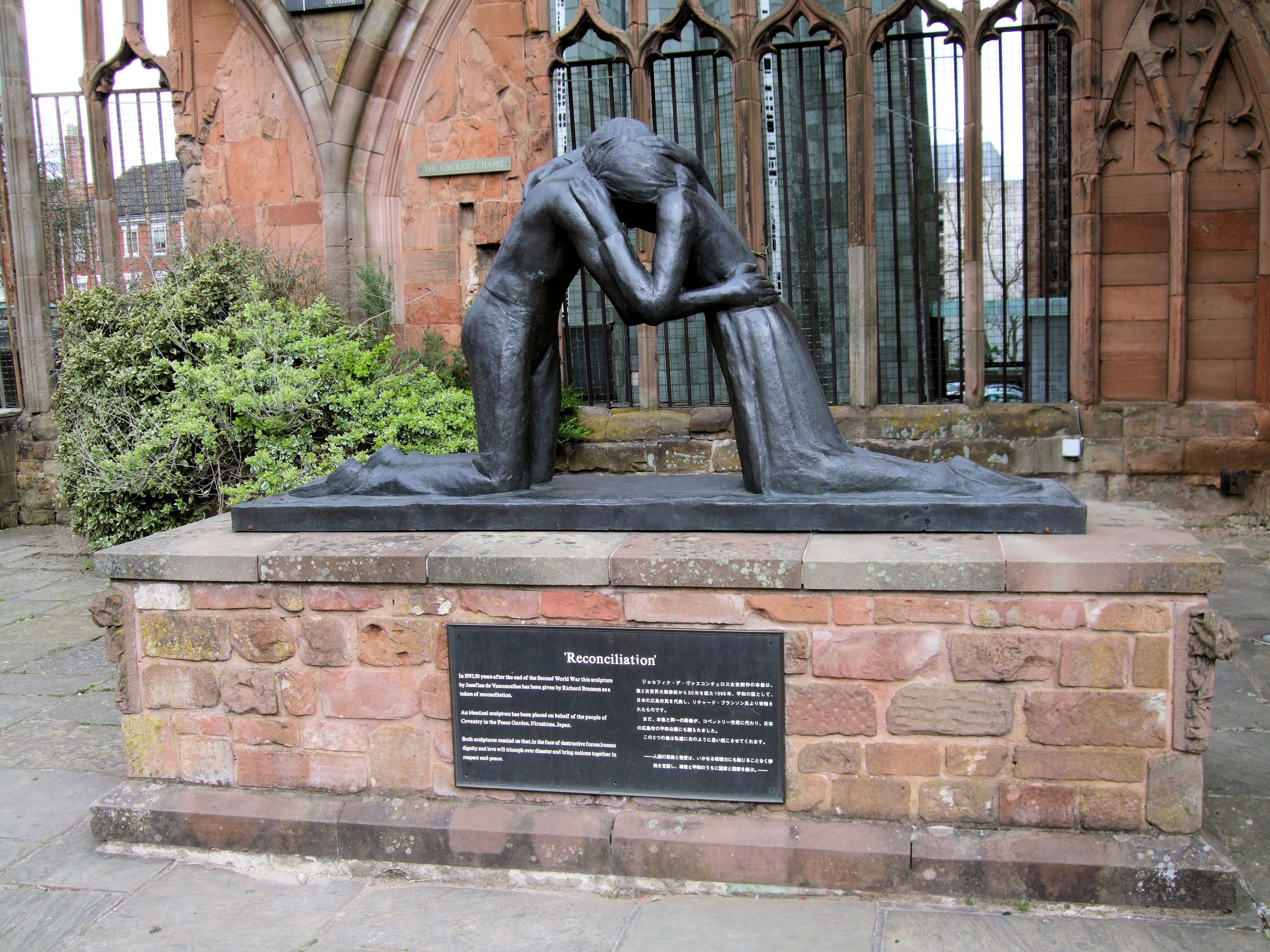
Reconciliation, của Josefina de Vasconcellos.

Năm 1994, nhà thờ nhận một bản sao của bức tượng Reconciliation, của Josefina de Vasconcellos. Ban đầu được tạo ra vào năm 1977 và mang tên Reunion, nó nằm ở khoa Nghiên cứu Hòa bình của Đại học Bradford. Sau khi sửa chữa và đổi tên, một bức tượng đúc bằng đồng đã được trao tặng cho nhà thờ vào năm 1995, nhân kỷ niệm 50 năm kết thúc Thế chiến II. Các bản sao tương tự là ở Công viên Hòa bình Hiroshima Nhật Bản, tại Stormont Estate ở Bắc Ireland và Nhà thờ Hòa giải ở Berlin.
BBC đã phát sóng một bộ phim tài liệu vào năm 1962 có tựa đề Đạo luật của đức tin, do Leo Genn thuật lại, trình bày chi tiết về lịch sử của Nhà thờ Coventry, sự phá hủy và xây dựng lại của nó.

## Hình ảnh

Nhà thờ Coventry
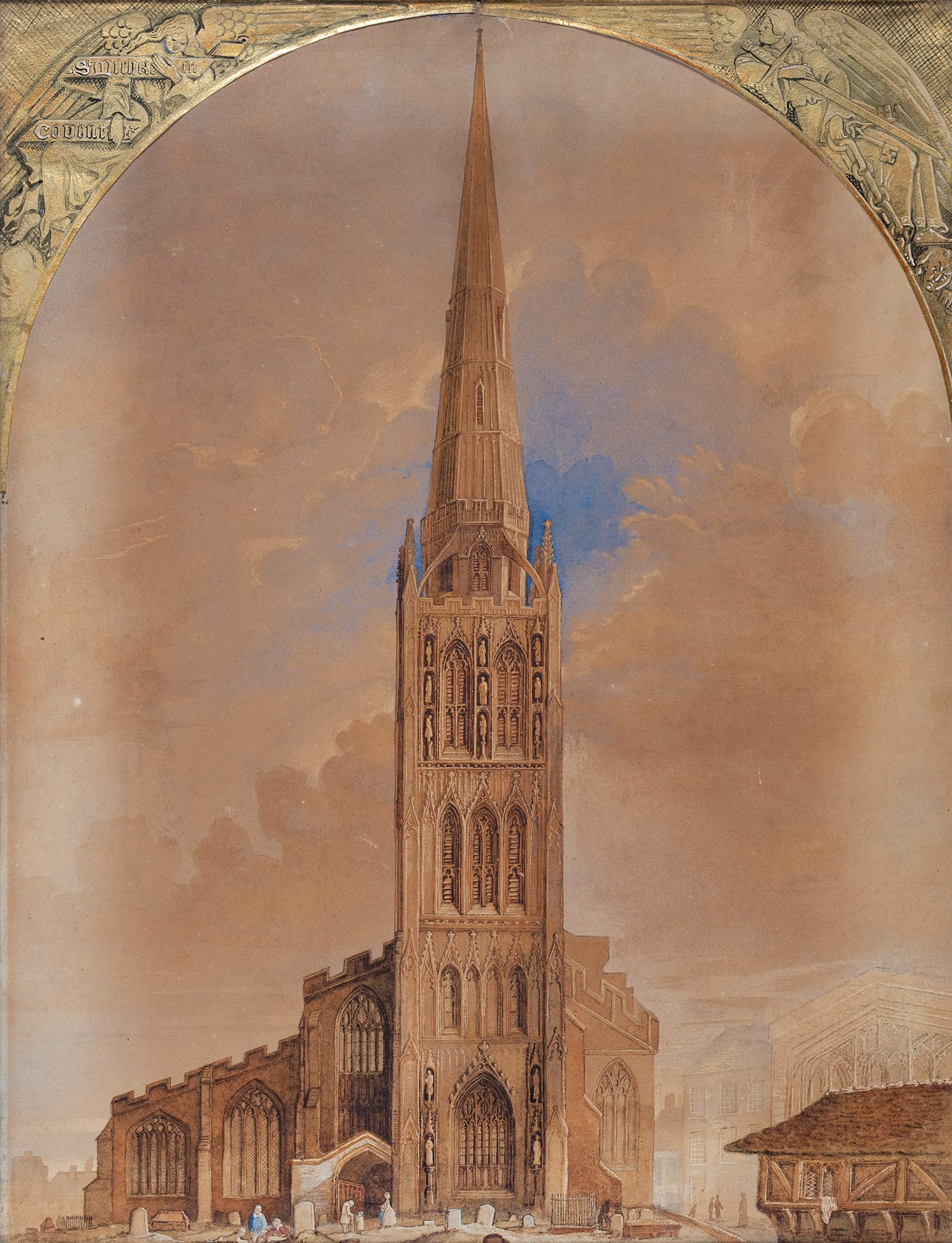
St Michael's in Coventry (Anon, circa 1850)
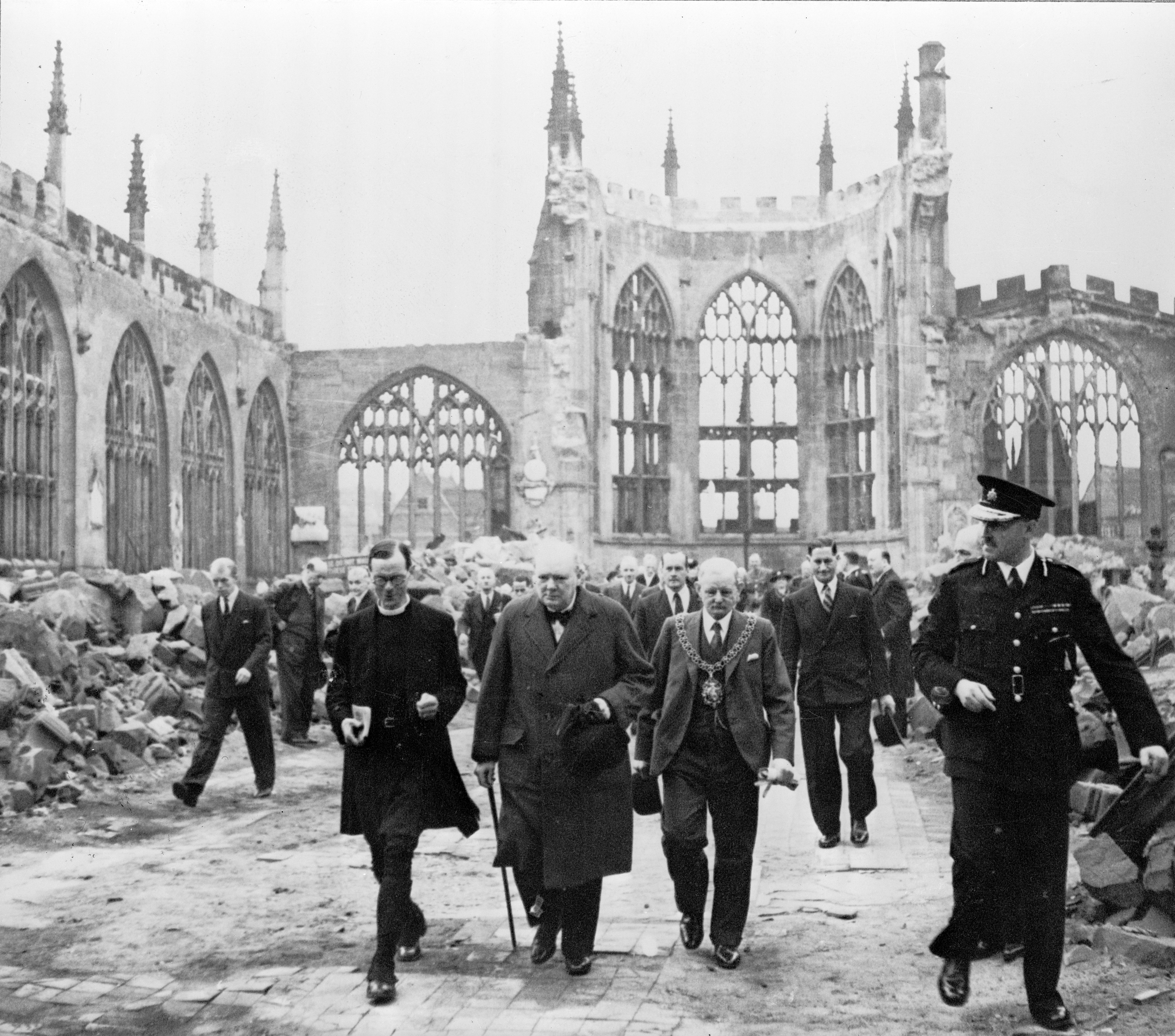
Winston Churchill thăm tàn tích của nhà thờ cũ vào năm 1941.
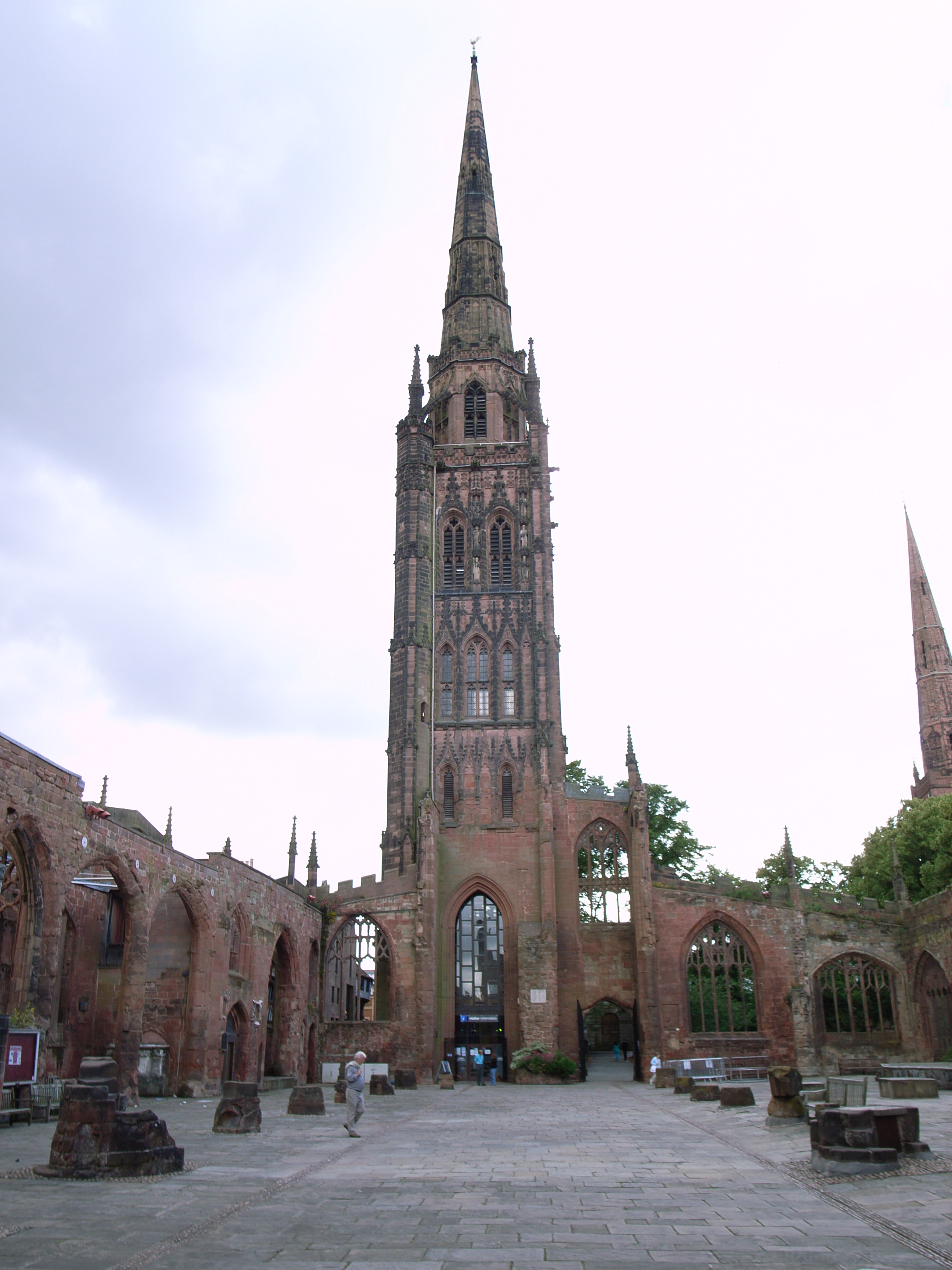
Tháp và gác chuông còn sót lại, có chức năng như một tháp chuông đang hoạt động.
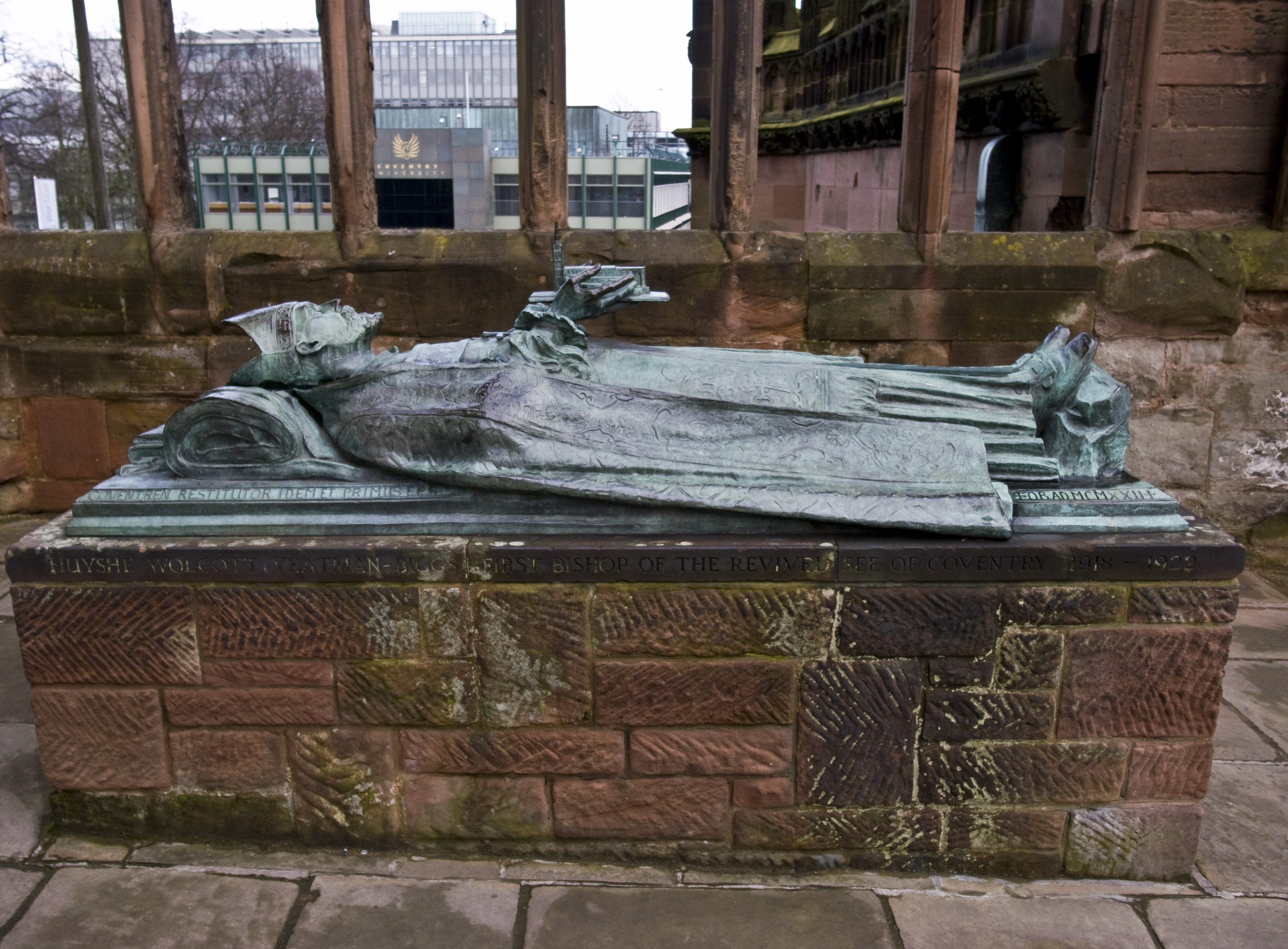
Hình nộm và lăng mộ của Huyshe Yeatman-Biggs, Giám mục đầu tiên của Coventry.
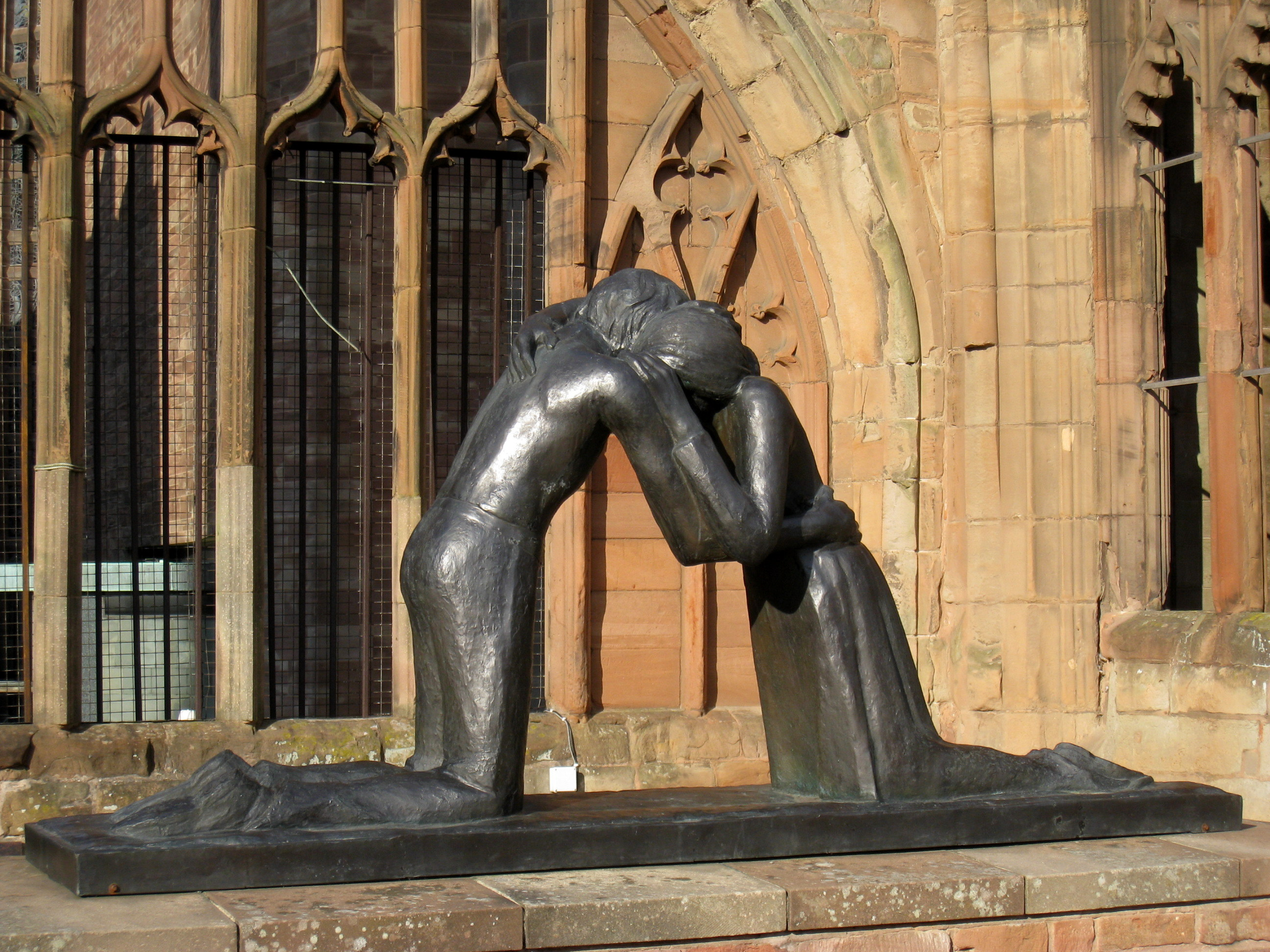
Bức tượng Hòa giải năm 1977 của Josefina de Vasconcellos ở gian giữa của nhà thờ cũ.
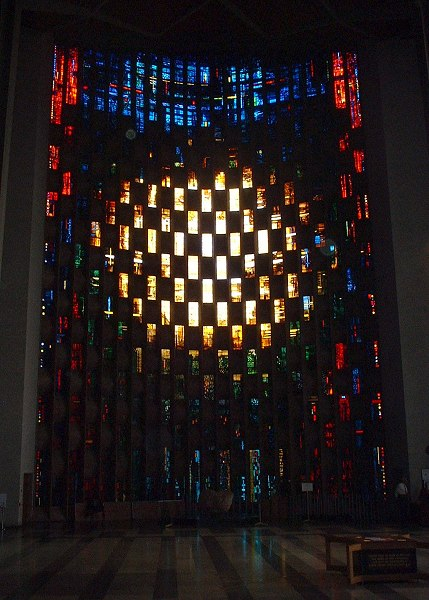
Cửa sổ rửa tội của John Piper nhìn từ bên trong nhà thờ.
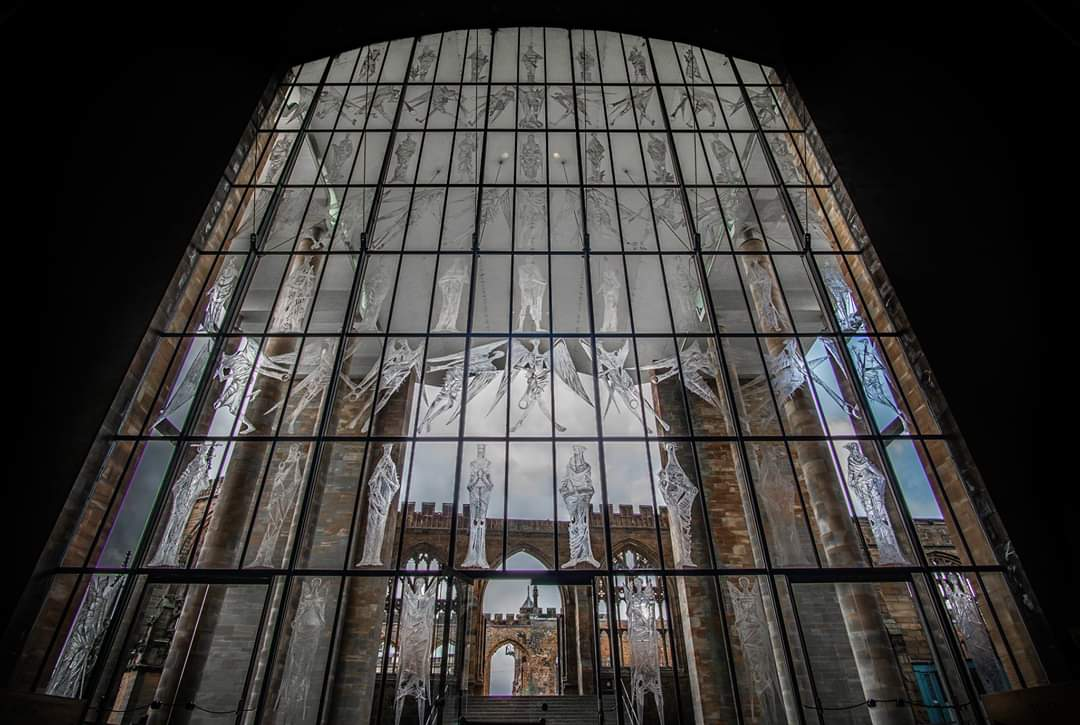
Cửa sổ lớn phía Tây.
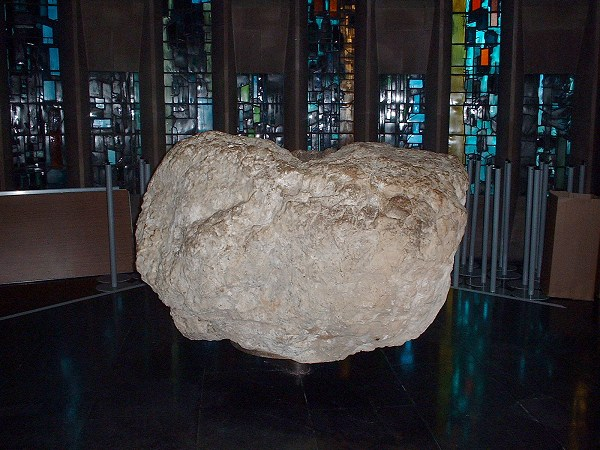
Một tảng đá từ Bethlehem.
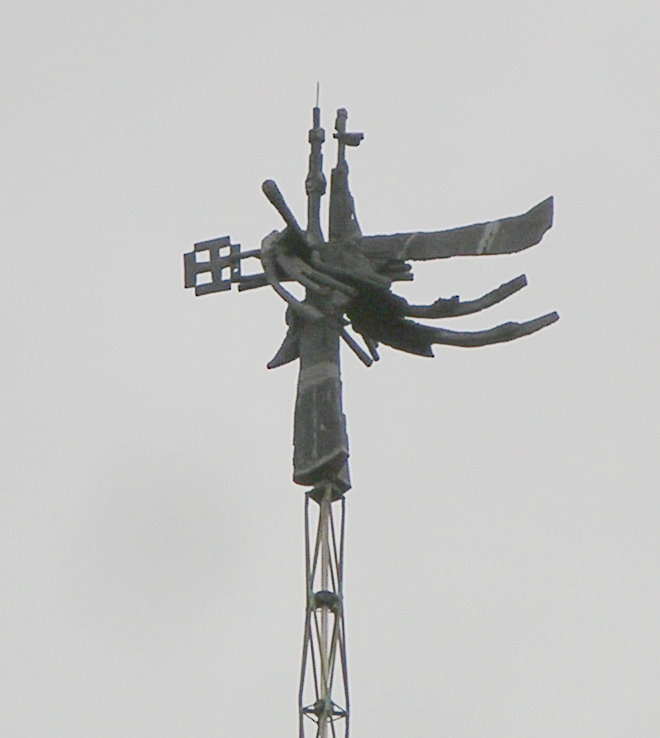
Đỉnh tháp của nhà thờ mới.
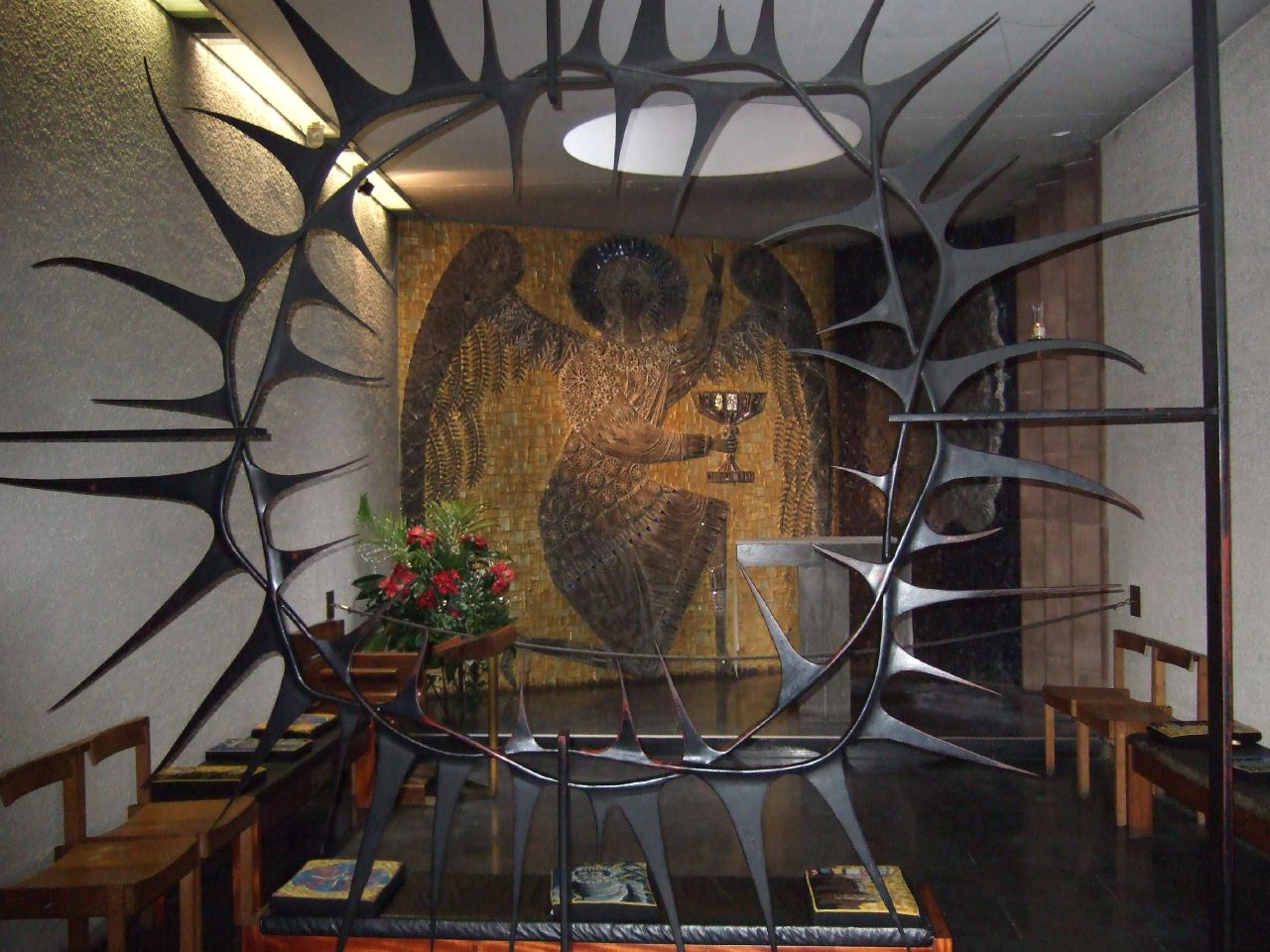
Nhà nguyện Chúa Kitô ở Gethsemane, khảm bởi Steven Sykes
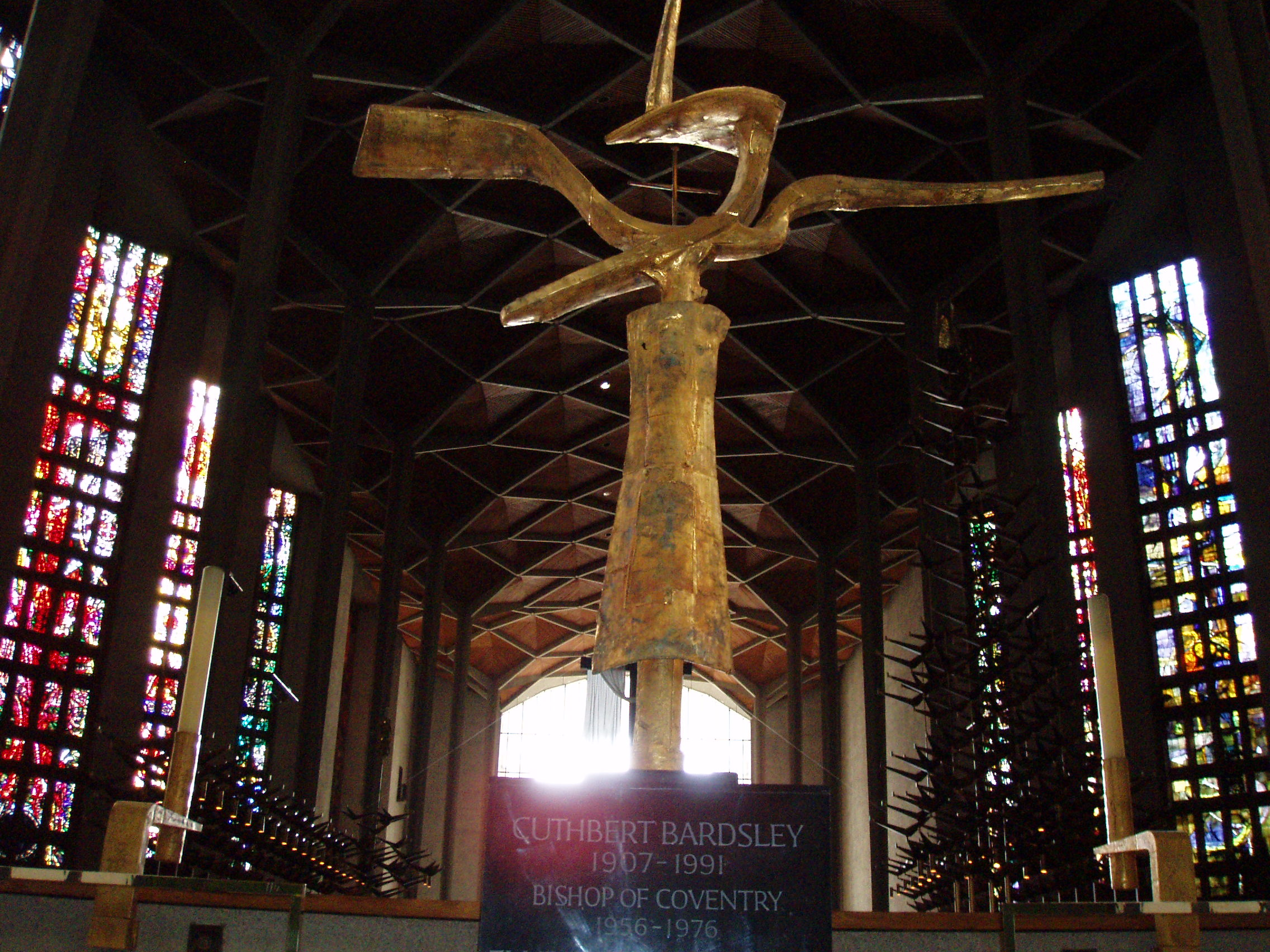
Đài tưởng niệm Giám mục Cuthbert Bardsley